# بیبادوبی
بئاتریس کریستی لاوس (به انگلیسی: Beatrice Kristi Ilejay Laus؛ زادهٔ ۳ ژوئن ۲۰۰۰)، که به‌طور حرفه‌ای با نام بیبادوبی (به انگلیسی: Beabadoobee) (‎/biːbəˈduːbiː/‎; bee-bə-DOO-bee) شناخته می‌شود، خواننده و ترانه‌سرای فیلیپینی‌تبار می‌باشد که در غرب لندن بزرگ شده‌است. از سال ۲۰۱۸، او ۵ آلبوم چندآهنگه را تحت ناشر مستقل درتی هیت منتشر کرده‌است. از مارس ۲۰۲۰، بیش از ۳۰۰ میلیون جریان تجمعی در اسپاتیفای دارد. در سپتامبر ۲۰۱۹، او اولین تور خود را با حمایت از کلرو در تور ایمنی خود آغاز کرد.

## زندگی‌نامه
کریستی در ۳ ژوئن ۲۰۰۰ در ایلویلو، فیلیپین به دنیا آمد و در ۳ سالگی به همراه والدینش به لندن نقل مکان کرد. او در غرب لندن با گوش دادن به OPM (موسیقی اصلی پینوی) و همچنین موسیقی راک و پاپ دهه ۱۹۸۰ بزرگ شد. او در نوجوانی به موسیقی ایندی راک از جمله کارن او، یه یه یهس، Florist و Alex G گوش می‌داد. قبل از اینکه اولین گیتار دست دوم خود را بدست آورد که نواختن آن را با تماشای آموزش در یوتیوب آموخت. کریستی برای شروع ساخت موسیقی از کیمیا داوسون و موسیقی متن جونو الهام گرفت.